# غارة على جراند برى

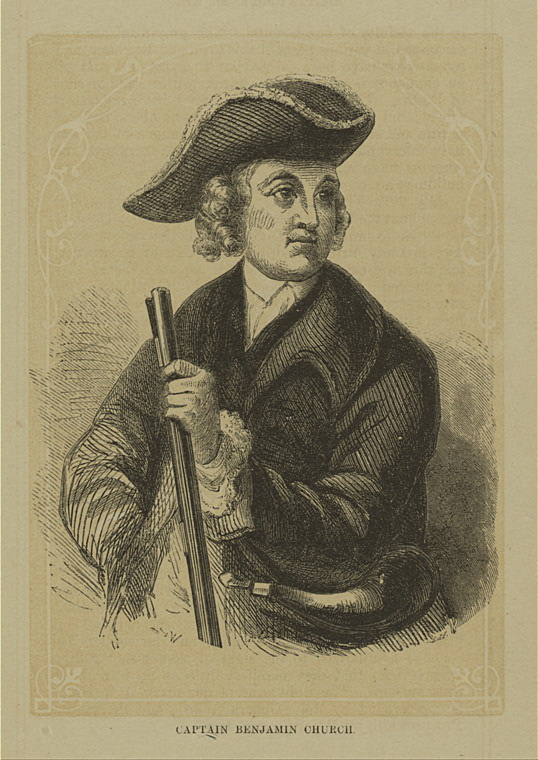
الكولونيل بنيامي كرتش، الملقَّب بـ"والد قوات الصاعقة البرية الأمريكية".

كانت الغارة على جراند برى هي الحدث الرئيسي في الحملة التي أجراها العقيد بنجامين تشرتش بميليشيات نيو إنجلاند ضد أكاديا الفرنسية في يونيو 1704، أثناء حرب الملكة آن. وقد كانت هذه الحملة انتقامًا للهجوم الفرنسي والهندي على سكان الحدود بمقاطعة ماساتشوستس في دير فيلد في وقت مبكر من نفس العام.
وبمغادرة بوسطن في 25 مايو 1704 في حملة من 500 جندي من الميليشيات المحلية وبعض الحلفاء الهنود، وصلت الحملة إلى حوض ميناس في 24 يونيو، بعد أن شنت بعض الغارات الصغيرة على مستوطنات خليج بينوبسكوت وخليج باساماقودي. وعلى الرغم من أنه خسر عنصر المفاجأة كنتيجة لتقلبات المد والجزر الشهيرة في خليج فندي، فسرعان ما تمكن تشرتش من السيطرة على جراند بريه، وأمضى ثلاثة أيام في تدمير المدينة وتدمير الحواجز والسدود المائية التي تحمي الأراضي الزراعية بها. وهو ما أدى إلى انغمار الأراضي الزراعية بالمياه المالحة، الأمر الذي تداركه الأكاديون بسرعة حيث قاموا بإصلاح السدود بعد أن غادر المغيرون، فعادت الأرض إلى سابق عهدها. واصل تشرتش حملته العسكرية، فهاجم بوبايسن وغيرها من المناطق قبل عودته أخيرًا إلى بوسطن في نهاية يوليو.

## السياق
عندما امتدت حرب الخلافة الإسبانية (والمعروفة أيضًا باسم حرب الملكة آن) لتشمل إنجلترا عام 1702، وهو ما أدى إلى نشوب نزاع بين مستعمرات إنجلترا وفرنسا في شمال أمريكا. سعى جوزيف دودلي، حاكم مقاطعة خليج ماساتشوستس الإنجليزية (التي تضمنت لاحقًا ولاية مين)، في يونيو 1703 لضمان حياد شعب أبيناكي الذي احتل الحدود بين ماساتشوستس وفرنسا الجديدة. ولكنه لم يوفق في هذا، لأن حاكم فرنسا الجديدة فيليب دو ريجود فودري، علمًا بأنه كان عليه الاعتماد على الدعم الهندي للدفاع ضد العدد الكبير للإنجليز، كان قد شجع الهنود على الانخراط في الحرب. وفي أعقاب الحملة العسكرية ضد حدود نيو إنجلاند كونفدرالية وابانكي بأكاديا أثناء صيف 1703، شرع المستعمرون الإنجليز في شن غارات ضد قرى أبيناكي. وهو ما دفع شعب أبيناكي إلى [[غارة على ديرفيلد|المشاركة في الهجوم على دير فيلد، ماساتشوستس تحت القيادة الفرنسية في فبراير 1704. دفعت شدة هذه الغارات (حيث قتل أكثر من 50 قرويًا ووقع أكثر من 100 في الأسر) إلى بروز دعوات بالثأر، وعرض المقاتل الهندي المخضرم بنجامين تشرتش خدماته للقيام ببعثة ضد مستعمرة أكاديا الفرنسية (المعروفة حاليًا باسم نوفا سكوشيا، ونيو برونزويك، وشرق ولاية مين).
وكانت أكاديا في هذا الوقت تسيطر عليها سلسلة من المستوطنات على شواطئ خليج فندي والخلجان المجاورة لها. فقد كانت المستوطنة الرئيسية بها والعاصمة بورت رويال، هي المجتمع الوحيد المحصن تحصينًا جيدًا، حيث يتم الدفاع عنها من قبل القلعة المدرجة بحامية متواضعة. وقد كانت الأراضي الموجودة في أعلى الخليج، على شواطئ حوضي ميناس وكمبرلاند أحد أهم المناطق الرئيسية لإنتاج الغذاء في المستعمرة، وكانت جراند بريه أحد أكبر الجماعات وأكثرها نجاحًا في حوض ميناس، حيث بلغ تعداد سكانها حوالي 500 عام 1701. جاء المستعمرون الفرنسيون إلى المنطقة وجلبوا معهم علومهم المتخصصة في إنشاء الحواجز والسدود المائية، التي تستخدم لتصريف المستنقعات لأغراض الزراعة، وحماية تلك الأراضي من تدفقات المد والجزر المرتفعة بشكل استثنائي (أكثر من 6 أمتار، أو 20 قدمًا، في بعض الأماكن) الذي يشتهر به خليج فندي. وقد كانت جماعة بوبايسن أكبر المدن الموجودة في مضيق تشيجنيكتو وغيرها على ضفاف حوض كامبرلاند.

## بداية الحملة

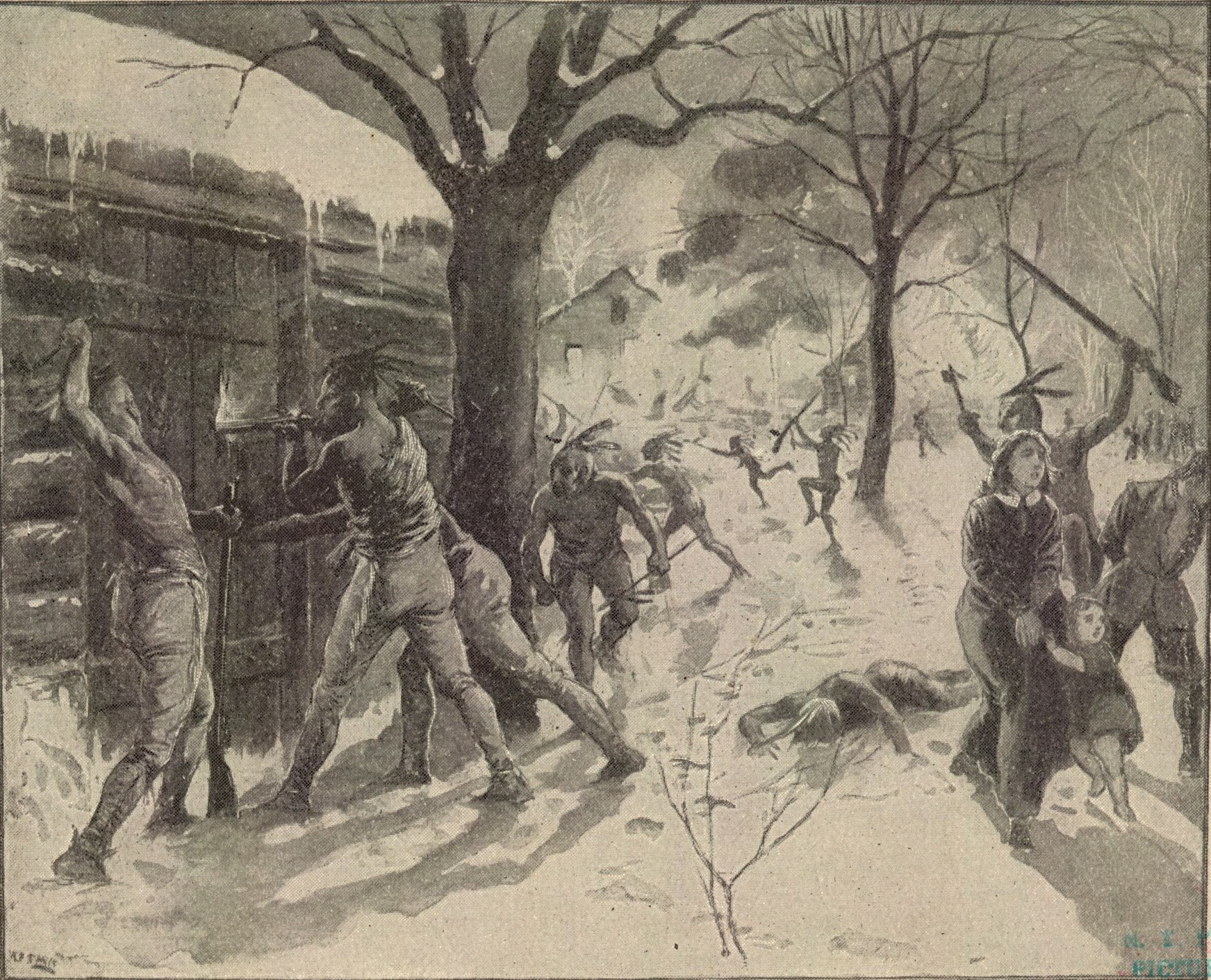
تعرضت جراند بريه للهجوم انتقامًا من غارة دير فيلد، المصورة هنا

كان تشرتش قد قاد من قبل حملة ضد أكاديا خلال حرب الملك ويليام، ولهذا رقاه الحاكم دودلي إلى رتبة عقيد نظرًا لجهوده، حيث أصدر له أوامر معينة بالحصول على أسرى من الأكاديين يمكن تبادلهم في مقابل الأسرى الإنجليز الذين قد أخذوا كأسرى في غارة ديرفيلد. كما كانت الحملة أيضًا نوعًا من أنواع العقاب: "استخدام كل الوسائل الممكنة لحرق وتدمير بيوت الأعداء وتخريب السدود حول مزارع الذرة، والقيام بكل ما يلزم لإفساد حياتهم. ومع ذلك، نفى دودلي أنه قد أذن لتشرتش بالهجوم على بورت رويال، عاصمة أكادي، مشيرًا إلى ضرورة الحصول على إذن من لندن قبل القيام بأي خطوة.